# Histórico eleitoral de Bernie Sanders

Logo da campanha presidencial de Bernie Sanders.

Histórico eleitoral de Bernie Sanders, senador dos Estados Unidos por Vermont (desde 2007), representante do distrito único de Vermont (1991–2007) e prefeito de Burlington (1981–1989).

## Década de 1970
Eleição especial para o Senado dos Estados Unidos em Vermont, 1972:
- Robert Stafford (Partido Republicano) – 45.888 (64,4%)
- Randolph T. Major, Jr. (Partido Democrata) – 23.842 (33,4%)
- Bernie Sanders (Partido da União pela Liberdade) – 1.571 (2,2%)

Eleição para o governo de Vermont, 1972:
- Thomas P. Salmon (D) – 101.751 (53,8%)
- Luther F. Hackett (R) – 82.491 (43,6%)
- Thomas P. Salmon (Vermonteses  Independentes) – 2,782 (1.5%)
- Bernie Sanders (UL) – 2.175 (1,1%)

Eleição para o Senado dos Estados Unidos em Vermont, 1974:
- Patrick Leahy (D, VI[4]) – 70.629 (49,48%)
- Richard W. Mallary (R) – 66.223 (46,39%)
- Bernie Sanders (UL) – 5.901 (4,13%)

Eleição para o governo de Vermont, 1976
- Richard A. Snelling (R) – 98.206 (52,8%)
- Stella B. Hackel (D) – 72.761 (39,1%)
- Bernie Sanders (UL) – 11.317 (6,1%)
- Stella B. Hackel (VI) – 2.501 (1,3%)
- Richard A. Snelling (Vermonteses Bipartidários) – 1.062 (0,6%)

## Década de 1980
Eleição para a prefeitura de Burlington, 1981
- Bernie Sanders (I) – 4.330 (43,43%)
- Gordon Paquette (D) – 4.320 (43,32%)
- Richard Bove (I) - 1.091 (11,76%)
- Joe McGrath (I) - 139 (1,50%)

Eleição para a prefeitura de Burlington, 1983
- Bernie Sanders (I) – 6.942 (52,12%)
- Judy Stephany (D) – 4.086 (30,68%)
- James Gilson (R) – 2.292 (17,21%)

Eleição para a prefeitura de Burlington, 1985
- Bernie Sanders (I) – 5.760 (56,09%)
- Brian D. Burns (D) – 3.275 (31,89%)
- Diane Gallagher (I) – 1.234 (12,02%)

Eleição para o governo de Vermont, 1986
- Madeleine M. Kunin (D) – 92.485 (47,0%)
- Peter Smith (R) – 75.239 (38,2%)
- Bernie Sanders (I) – 28.418 (14,4%)
- Richard Gottlieb (UL) – 491 (0,2%)

Observação: Nenhum candidato obteve a maioria dos votos, então a Assembleia Geral de Vermont escolheu Kunin como a vencedora.
Eleição para a prefeitura de Burlington, 1987
- Bernie Sanders (I) – 6.759 (55,89%)
- Paul Lafayette (D) – 5.335 (44,11%)

Eleição para a Câmara dos Representantes dos Estados Unidos em Vermont (distrito único), 1988
- Peter Smith (R) – 98.937 (41,2%)
- Bernie Sanders (I) – 90.026 (37,5%)
- Paul N. Poirier (D) – 45.330 (18,9%)
- Jim Hedbor (Partido Libertário) – 3.109 (1,3%)
- Peter Diamondstone (UL) – 1.455 (0,6%)
- Morris Earle (Partido Pequeno é Bonito) – 1.070 (0,4%)

## Década de 1990

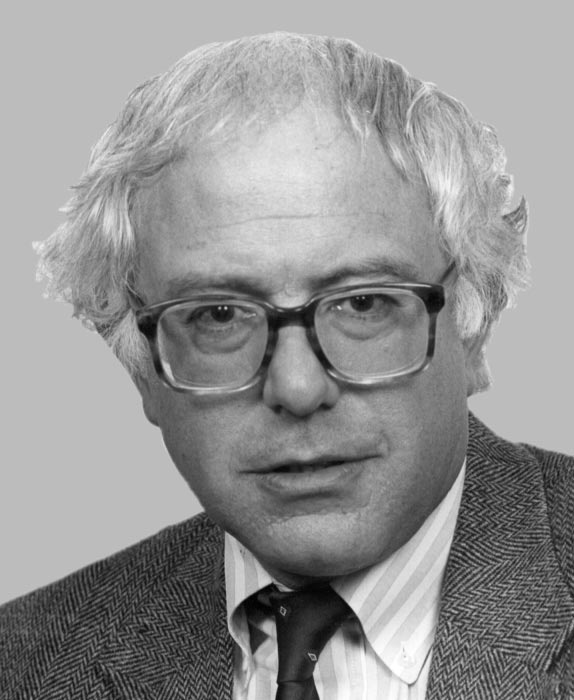
Bernie Sanders, representante dos Estados Unidos por Vermont. Foto oficial do Congresso em 1991.

Eleição para a Câmara dos Representantes dos Estados Unidos em Vermont (distrito único), 1990
- Bernie Sanders (I) – 117.522 (56%)
- Peter Smith (R) – 82.938 (39,5%)
- Dolores Sandoval (D) – 6.315 (3%)
- Peter Diamondstone (UL) – 1.965 (0,9%)

Eleição para a Câmara dos Representantes dos Estados Unidos em Vermont (distrito único), 1992
- Bernie Sanders (I) – 162.724 (57,78%)
- Tim Philbin (R) – 86.901 (30,86%)
- Lewis E. Young (D) – 22.279 (7,91%)
- Peter Diamondstone (UL) – 3.660 (1,30%)
- John Dewey (Partido da Lei Natural) – 3.549 (1,26%)
- Douglas M. Miller (Liberdade para LaRouche) – 2.049 (0.73%)

Eleição para a Câmara dos Representantes dos Estados Unidos em Vermont (distrito único), 1994
- Bernie Sanders (I) – 105.502 (49,8%)
- John Carroll (R) – 98.523 (46,5%)
- Carole Banus (LN) – 2.963 (1.4%)
- Jack Rogers (Vermont Grassroots) – 2.664 (1,2%)
- Annette Larson (UL) – 1.493 (0,7%)

Eleição para a Câmara dos Representantes dos Estados Unidos em Vermont (distrito único), 1996
- Bernie Sanders (I) – 140.678 (55,2%)
- Susan Sweetser (R) – 83.021 (32,5%)
- Jack Long (D) – 23.830 (9,3%)
- Thomas J. Morse (L) – 2.693 (1,0%)
- Peter Diamondstone (UL) – 1.965 (0,7%)
- Robert Melamede (VG) – 1.350 (0,5%)
- Norio Kushi (LN) – 812 (0,3%)

Eleição para a Câmara dos Representantes dos Estados Unidos em Vermont (distrito único), 1998
- Bernie Sanders (I) – 136.403 (63,4%)
- Mark Candon (R) – 70.740 (32,8%)
- Matthew Mulligan (VG) – 3.464 (1,6%)
- Pete Diamondstone (UL) – 2.153 (1,0%)
- Robert Maynard (L) – 2.097 (0,9%)

## Década de 2000
Eleição para a Câmara dos Representantes dos Estados Unidos em Vermont (distrito único), 2000
- Bernie Sanders (I) – 196.118 (69,2%)
- Karen Ann Kerin (R) – 51.977 (18,3%)
- Pete Diamondstone (Vida Orgânica) – 14.918 (5,2%)
- Stewart Skrill (I) – 11.816 (4,1%)
- Jack Rogers (VG) – 4.799 (1,6%)
- Daniel H. Krymkowski (L) – 2.978 (1,0%)

Eleição para a Câmara dos Representantes dos Estados Unidos em Vermont (distrito único), 2002
- Bernie Sanders (I) – 144.880 (64,2%)
- William "Bill" Meub (R) – 72.813 (32,2%)
- Jane Newton (UL/Partido Progressista de Vermont) – 3.185 (1,4%)
- Fawn Skinner (VG) – 2.344 (1,0%)
- Daniel H. Krymkowski (L) – 2.033 (0,9%)

Eleição para a Câmara dos Representantes dos Estados Unidos em Vermont (distrito único), 2004
- Bernie Sanders (I) – 205.774 (67,4%)
- Greg Parke (R) – 42.271 (24,3%)
- Larry Drown (D) – 21.684 (7,1%)
- Jane Newton (UL) – 261 (0,0%)

Eleição para o Senado dos Estados Unidos em Vermont, 2006
- Bernie Sanders (I) – 171.638 (65,4%)
- Richard Tarrant (R) – 84.924 (32,3%)
- Cris Ericson (Partido da Maconha) – 1.735 (0,6%)
- Craig Hill (Partido Verde) – 1.536 (0,5%)
- Peter Moss (Anti-Bush) – 1.518 (0,5%)
- Peter Diamondstone (UL) – 801 (0,3%)

## Década de 2010
Eleição para o Senado dos Estados Unidos em Vermont, 2012
- Bernie Sanders (I) – 207.848 (71%)
- John MacGovern (R) – 72.898 (24,9%)

## Primárias presidenciais (2016)
Atualizado a 11 de fevereiro de 2016.

Resultado das primárias presidenciais do Partido Democrata por condado. Em verde, os condados vencidos por Bernie Sanders.

#### Votos populares
- Bernie Sanders - 221 277 (56,52%)
- Hillary Clinton - 165 300 (42,22%)
- Outros - 3 550 (0,90%)
- Martin O'Malley* - 1 406 (0,36%)

(* - desistiu da corrida antes do fim das primárias)

#### Delegados
Necessários 2 382 para assegurar a candidatura
Delegados comprometidos (pledged delegates)
- Bernie Sanders - 36
- Hillary Clinton - 32
- Disponíveis - 3 983

Incluindo superdelegados / delegados descomprometidos (superdelegates / unpledged delegates)
- Hillary Clinton - 394 (8,27%)
- Bernie Sanders - 44 (0,92%)
- Disponíveis - 4 325 (90,81%)